# 睛斑長背魮
睛斑長背魮（学名：Labiobarbus ocellatus）为輻鰭魚綱鯉形目鲤科的其中一種，分布於亞洲馬來西亞及印尼，體長可達22公分，棲息在中底層水域。

## 扩展阅读
維基物種上的相關：睛斑長背魮